# Claude Weber (homme politique)
Pour les articles homonymes, voir Claude Weber et Weber.
Claude Weber, né le 21 juin 1919 à Paris et mort le 20 octobre 1995 à Audenge en Gironde, est un homme politique français.

## Détail des fonctions et des mandats
- Conseiller général du canton de Cormeilles-en-Parisis : 1964 -1982

Mandat parlementaire
- 11 mars 1973 - 2 avril 1978 : Député du Val-d'Oise